# Grand County, Utah
Grand County är ett administrativt område i delstaten Utah, USA. År 2010 hade countyt 9 225 invånare. Den administrativa huvudorten (county seat) är Moab.
Del av Canyonlands nationalpark och Arches nationalpark ligger i countyt.

## Geografi
Enligt United States Census Bureau har countyt en total area på 9 568 km². 9 536 km² av den arean är land och 32 km² är vatten.

### Angränsande countyn
- Uintah County, Utah - nord
- Garfield County, Colorado - nordöst
- Mesa County, Colorado - öst
- San Juan County, Utah - syd
- Emery County, Utah - väst
- Carbon County, Utah - nordväst

### Orter
- Castle Valley
- Moab (huvudort)